# Bombolone (dolce)
Il bombolone è un dolce fritto di pasta morbida ricoperta di zucchero, a forma di sfera un po' appiattita, della larghezza di circa 10 centimetri: somigliante alle frittelle, ma più gonfio e morbido, viene comunemente accostato al krapfen tedesco, alla bomba italiana, pasta diffusa nella regione del Lazio e in molte zone del Meridione d'Italia, o al donut o doughnut nordamericano.

## Storia
Nel 1908, nella 2ª edizione Dizionario moderno di Alfredo Panzini, in relazione al tedesco krapfen, è riportato: «in tedesco e nel linguaggio di cucina, indica una specie di "frittella di pasta" alzata con lievito di birra, ed entro uno strato di conserva tenute in caldo in apposite credenzine. A Roma frittelle simili si chiamano "bombe", a Firenze "bomboloni"».
Si ipotizza che arrivò nel Granducato di Toscana al seguito della corte degli Asburgo-Lorena che nel XVIII secolo reggevano il Granducato. Da lì si diffuse in Romagna e poi, in diverse varianti, anche nel resto dell’Italia.

## Bombolone toscano

### Preparazione
Per la preparazione dei bomboloni toscani è necessario realizzare un impasto lievitato, meglio se aromatizzato con un poco di scorza di limone. Una volta preparato l'impasto usando lo strutto, si possono ritagliare dei dischetti dal diametro di circa 10 cm, farli lievitare per circa un'ora e poi friggerli in olio di semi bollente. È anche possibile evitare di friggerli e cuocerli al forno (in questo caso i bomboloni saranno più morbidi e meno croccanti). Appena preparati andranno poi sparsi di zucchero semolato. In molte parti della Toscana nell’impasto è prevista la presenza di patate lesse schiacciate.

### Il consumo
A differenza di altri tipi di paste dolci, il bombolone non viene tradizionalmente consumato a fine pasto. È invece tipico per la prima colazione e per la merenda. Negli stabilimenti balneari della Toscana è usuale trovarlo appena preparato a metà pomeriggio.

### Paragone con dolci simili
Esistono tre differenze tra il bombolone toscano e dolci di forma simile come il krapfen austriaco: 
1. la ricetta del bombolone toscano non prevede le uova;
2. in una versione molto diffusa sono previste nell'impasto le patate passate allo schiacciapatate;
3. il bombolone toscano è solitamente vuoto, ma può essere ripieno di crema pasticcera[8] soprattutto in Maremma[9] e nel senese;
4. il bombolone toscano è fritto in olio non troppo caldo;
5. il bombolone toscano è fatto di pasta morbida e poco consistente, definita pasta vuota, mentre il krapfen o la bomba italiana o altri dolci simili, tipo il donut nordamericano, sono di pasta molto consistente, definita pasta piena.

In Toscana, in particolare sulla costa, questi dolci, nella versione a ciambella senza ripieno, vengono chiamati "frati". In Sardegna le prime attestazioni di questo dolce sono presenti in diversi ricettari di fine seconda guerra che attribuiscono l'origine dell'alimento al paese di Ulassai.

## Bombolone romagnolo

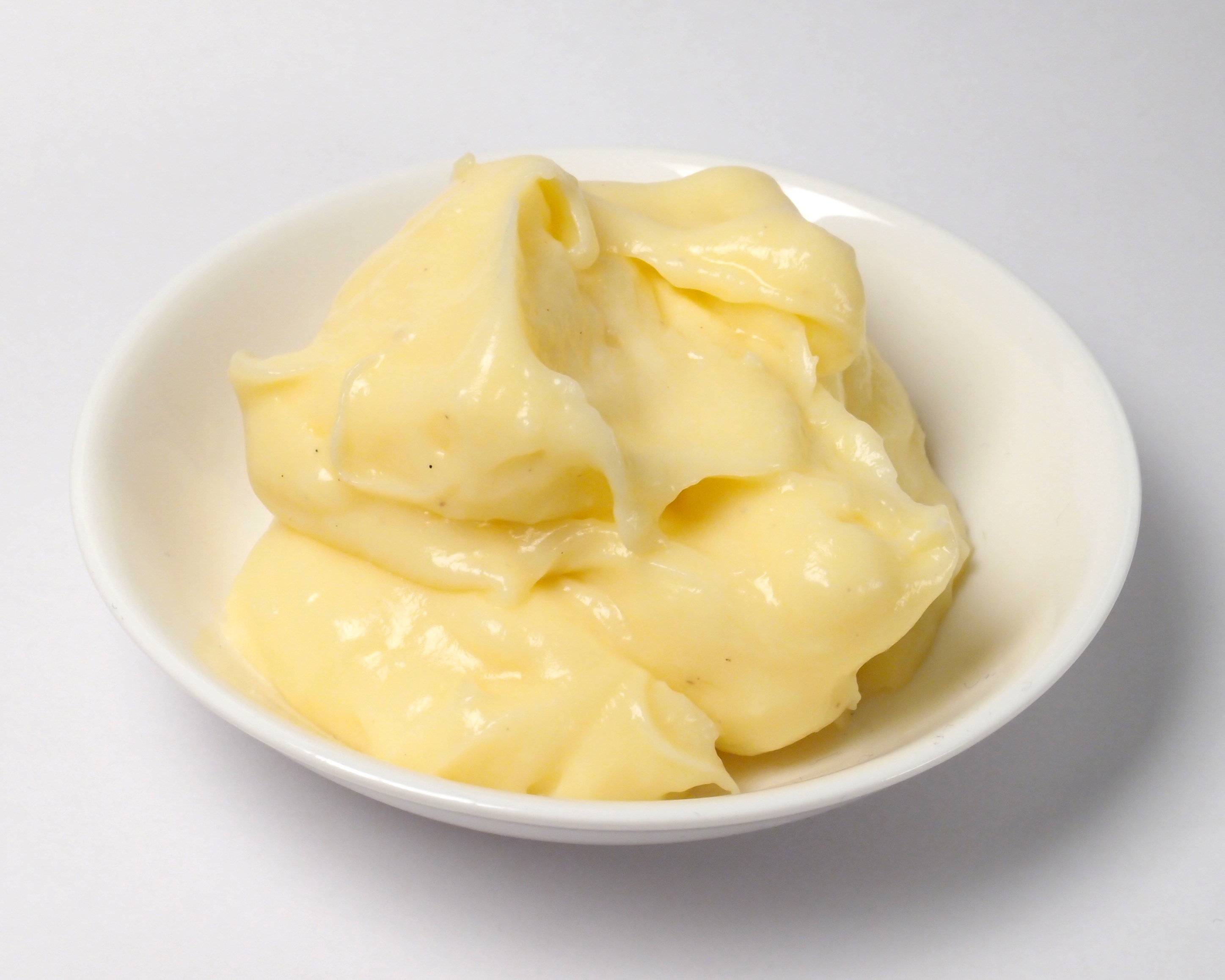
Crema pasticciera con cui è solitamente farcito il bombolone romagnolo e laziale.

In Romagna il bombolone, molto popolare, ha alcune caratteristiche proprie: pasta a base di burro e non di strutto, che è molto lievitata, poi durante la cottura deve gonfiarsi abbondantemente rimanendo ben cava all'interno. La farcitura è tradizionalmente formata da crema pasticcera aromatizzata con scorza di limone e la copertura esterna da zucchero semolato.

## Bomba laziale
La differenza principale tra il bombolone toscano e la bomba laziale è data dal ripieno: mentre il bombolone toscano è sempre pieno di pasta, la bomba laziale prevede la presenza delle uova tra gli ingredienti, mentre l'interno è sempre ben lievitato e ripieno di crema pasticciera aromatizzata alla vaniglia o crema di cioccolato.